# Camino del Recuerdo y la Camaradería

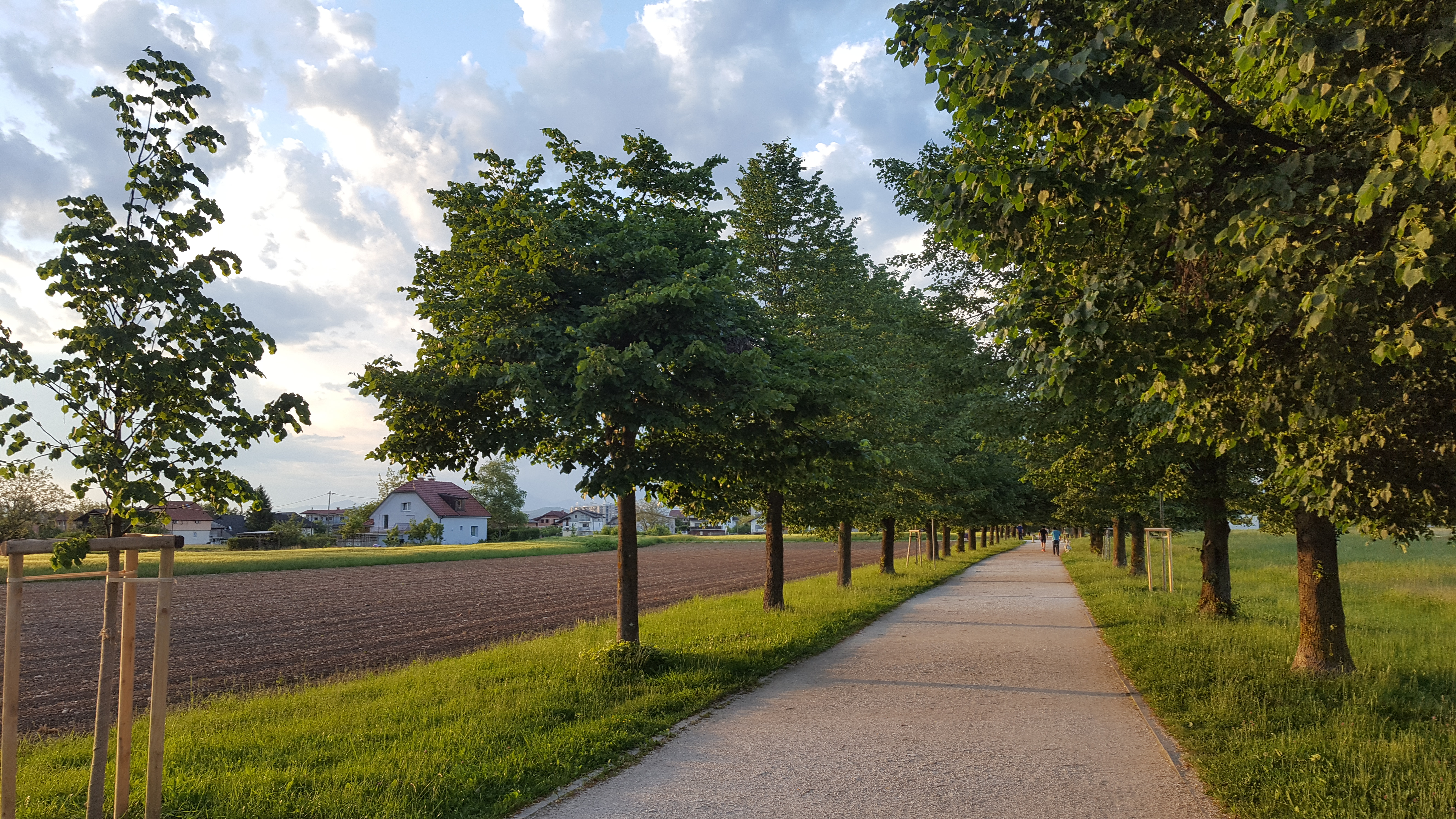
Hileras de árboles en un sector del camino

El Camino del Recuerdo y la Camaradería (en esloveno: Pot spominov in tovarištva, PST), también conocido como el Camino por la Alambrada (Pot ob žici), el Camino en torno a Liubliana (Pot okoli Ljubljane) o el Anillo Verde (Zeleni prstan), es un sendero recreativo y conmemorativo que rodea la ciudad de Liubliana, la capital de Eslovenia. Tiene una longitud de 33 km, una anchura media de 4 m y un pavimento de gravilla. Sigue el trazado de la alambrada levantada por los ocupantes italianos que cercó la ciudad durante la Segunda Guerra Mundial (entre el 23 de febrero de 1942 y el 26 de mayo de 1945).
Hoy en día es un espacio recreativo libre de vehículos motorizados muy utilizado por los habitantes de Liubliana, que lo transitan a diario caminando o corriendo. También se permite ir en bicicleta a condición de que no se ponga en peligro a los peatones. En los inviernos más rigurosos algunos tramos se habilitan para practicar esquí de fondo. Desde 1957, se celebra el fin de semana más cercano al 9 de mayo de cada año la tradicional Marcha por la Alambrada (Pohod ob Žici; aunque ha tenido varios nombres en su historia) en conmemoración de la liberación de Liubliana el 9 de mayo de 1945. Quienes recorren el trayecto completo y reúnen los sellos de los ocho puntos de control son galardonados con una medalla conmemorativa.

## Recorrido

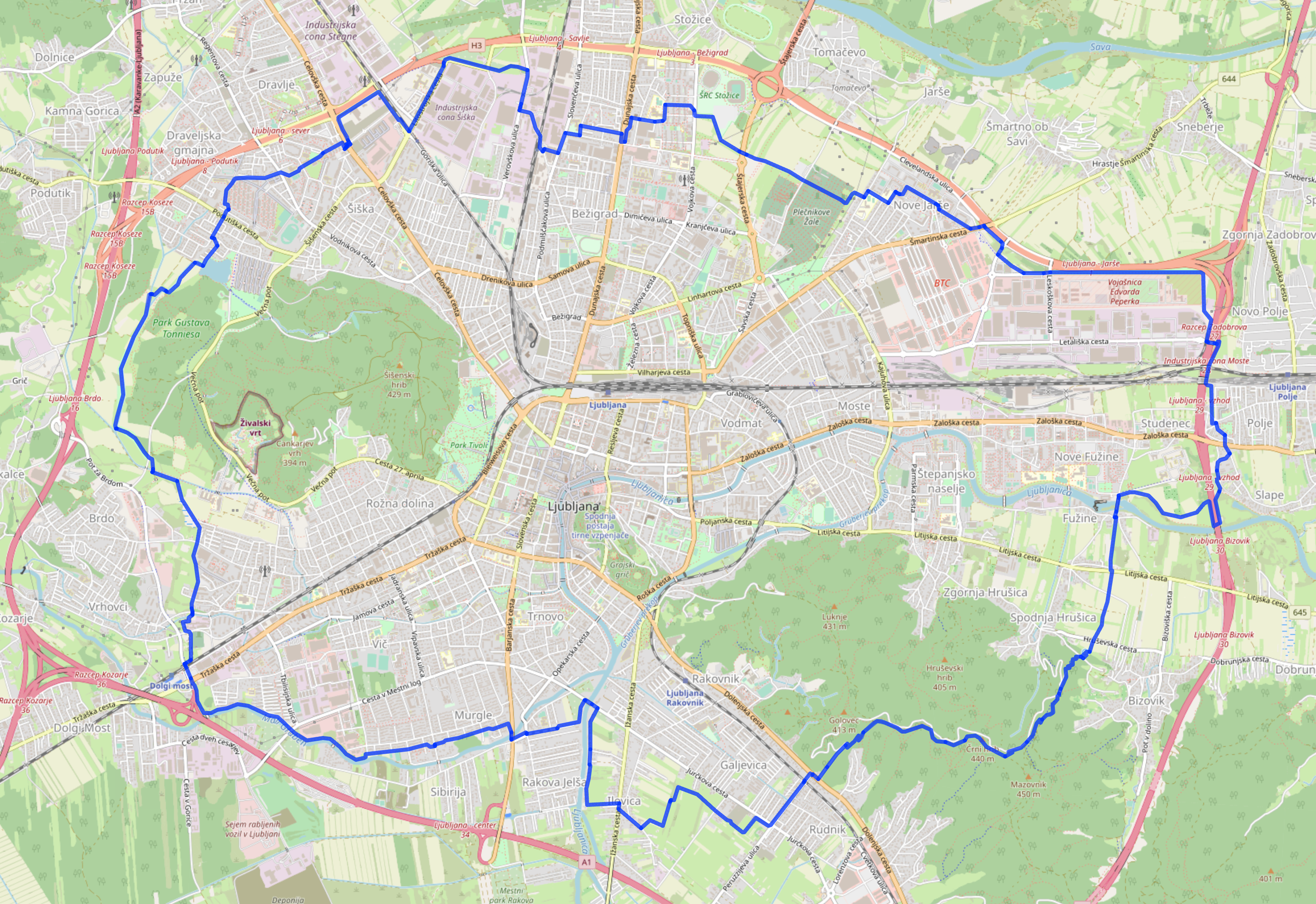
El camino marcado en azul en un mapa de Liubliana

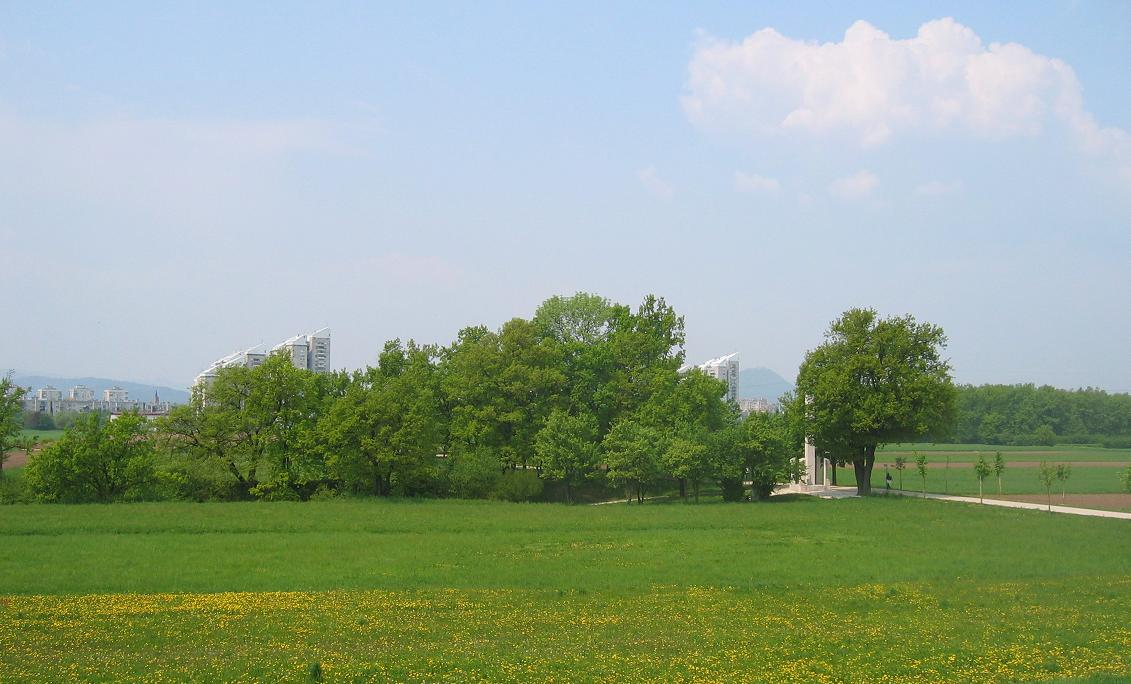
El camino a su paso por Žale, con la gravera donde se fusiló a rehenes durante la guerra

La ruta atraviesa los distritos que rodean el centro de Liubliana. Al ser circular, el punto de partida queda a elección de cada uno. Si se comienza en el punto de control 1 (distrito de Vič) para rodear la ciudad en el sentido de las agujas del reloj, la ruta bordea la colina Rožnik, atraviesa los barrios de Koseze, Šiška y Bežigrad, y pasa por la antigua gravera (Gramozna jama) donde las fuerzas de ocupación italianas fusilaron a rehenes eslovenos en 1942 y 1943. A continuación, el sendero atraviesa el cementerio de Žale, pasa entre los bloques de apartamentos de Nove Jarše, bordea la carretera de circunvalación de Liubliana hasta el río Ljubljanica en Polje, y luego continúa por el barrio de Štepanjsko naselje y la colina Golovec hasta la zona de Ljubljansko Barje, donde atraviesa los barrios de Galjevica, Ilovica, Murgle y Mestni log, para finalmente regresar al punto de partida en Vič.
Está señalizado con postes indicadores, paneles informativos con el mapa del circuito, placas y postes metálicos, así como postes indicadores en los cruces. A lo largo de la ruta hay 102 monolitos conmemorativos de forma octogonal  diseñados por el arquitecto Vlasto Kopač, cuya instalación fue financiada por diversas empresas de Liubliana. Se han colocado 6 monumentos en los lugares donde el recorrido confluye con las carreteras de entrada a la ciudad. El crecimiento que ha experimentado Liubliana a lo largo de los años ha hecho que actualmente el camino atraviese algunas zonas urbanizadas, como por ejemplo, el tramo que parte de Koseze, atraviesa las calles Klagenfurt (Celovška cesta) y Viena (Dunajska cesta) y termina cerca del Estadio Stožice.
El camino tiene un marcado carácter verde, pues en sus inmediaciones se han plantado 7.400 árboles de 49 especies distintas. En varios lugares se han plantado grupos de 88 árboles, que reciben el nombre de "Arboledas en memoria del camarada  Tito", ya que Tito vivió 88 años.

## Historia

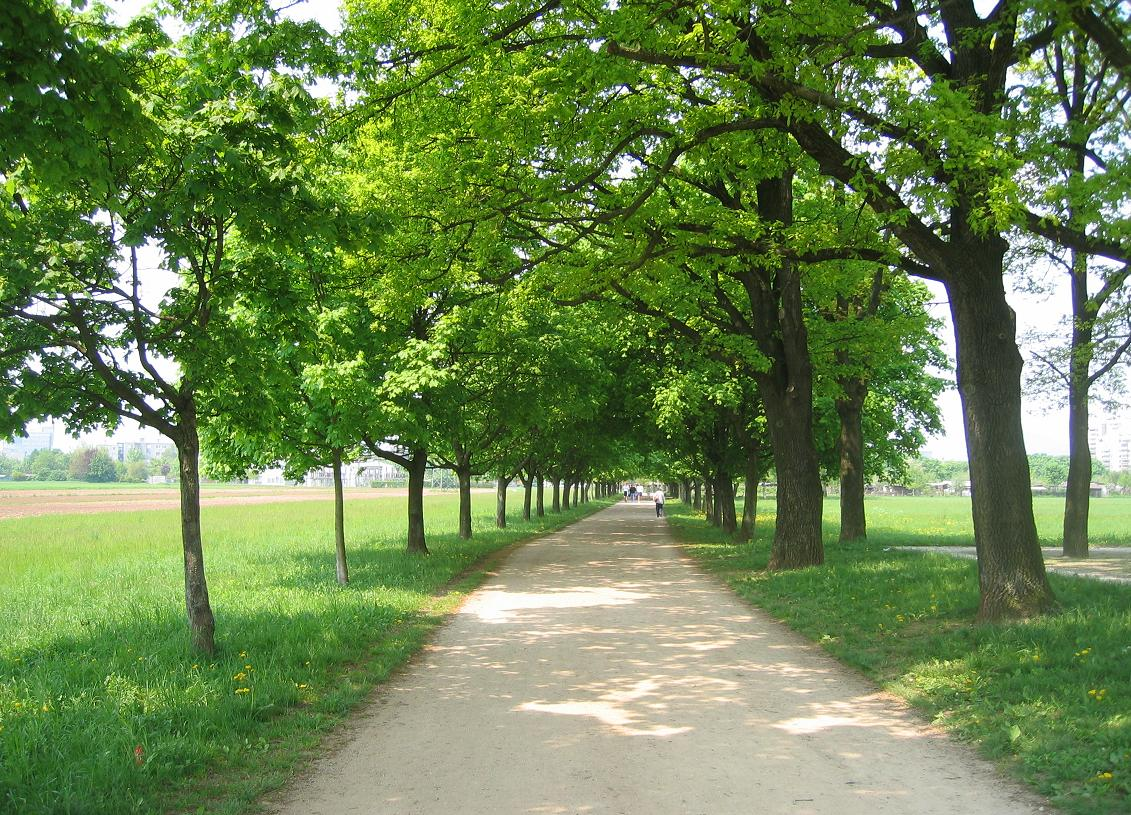
Alameda en Bežigrad

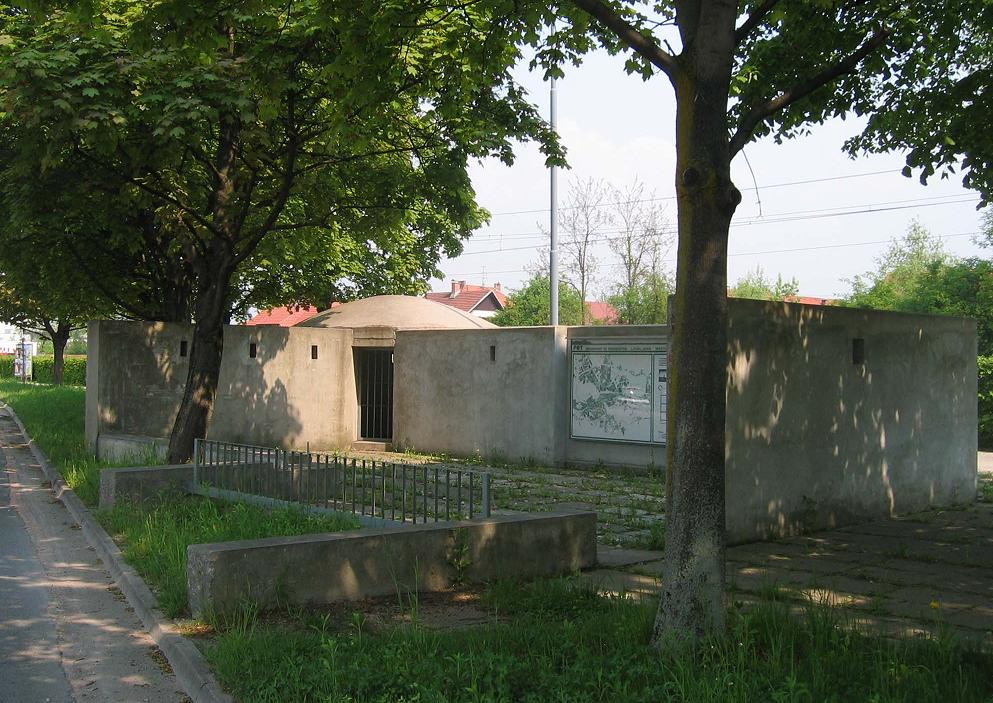
Restos de un búnker militar italiano en Zgornja Šiška

Durante la Segunda Guerra Mundial, la provincia de Liubliana, anexionada por la Italia fascista, fue objeto de una brutal represión tras el surgimiento de la resistencia. Las fuerzas italianas levantaron una alambrada de espino —cuyo trazado constituye en la actualidad el Camino del Recuerdo y la Camaradería— alrededor de Liubliana para impedir la comunicación entre los activistas clandestinos del Frente de Liberación de la ciudad y los partisanos eslovenos de las zonas rurales circundantes. La alambrada rodeó la ciudad desde febrero de 1942 hasta que el Primer Ministro provisional yugoslavo Tito la visitó el 26 de mayo de 1945, tras ser liberada el 9 de mayo de 1945.
Ya en 1946 se celebraban marchas populares a lo largo de la antigua línea de las alambradas. En 1957, durante los preparativos del primer festival esloveno de cultura física en Liubliana, los comités de distrito de la Unión de Combatientes en la Lucha de Liberación Nacional propusieron que, como parte del festival, se organizara una marcha partisana que recorriera el trazado de las antiguas alambradas de la Liubliana ocupada. La primera marcha se celebró el 23 de junio de 1957 en el marco del festival de cultura física. Los primeros trabajos de acondicionamiento y señalización del recorrido se remontan a 1959, año en que también se erigieron los primeros monumentos. En 1972 se proyectó la creación de un camino de gravilla flanqueado por alamedas.
La construcción del sendero comenzó en 1974. Se inauguró el 9 de mayo de 1985, con ocasión del 40 aniversario de la liberación de Liubliana. En 1988 fue protegido como monumento natural.
Durante la época yugoslava, la participación en la marcha anual era obligatoria para todos los escolares, estudiantes y muchos trabajadores de Liubliana, que solían dar la vuelta a la ciudad agarrados de la mano. Tras la instauración de la República independiente de Eslovenia, la participación en la marcha perdió su significado sociopolítico y pasó a ser voluntaria, aunque sigue contando con la participación de muchos residentes, y en algunas escuelas forma parte del programa obligatorio de la asignatura de educación física. El 3 de mayo de 2016, coincidiendo con el 60º aniversario de la Marcha, el Ministerio de Cultura de Eslovenia la declaró "Patrimonio Cultural Vivo".